# Ivan IV (opera)

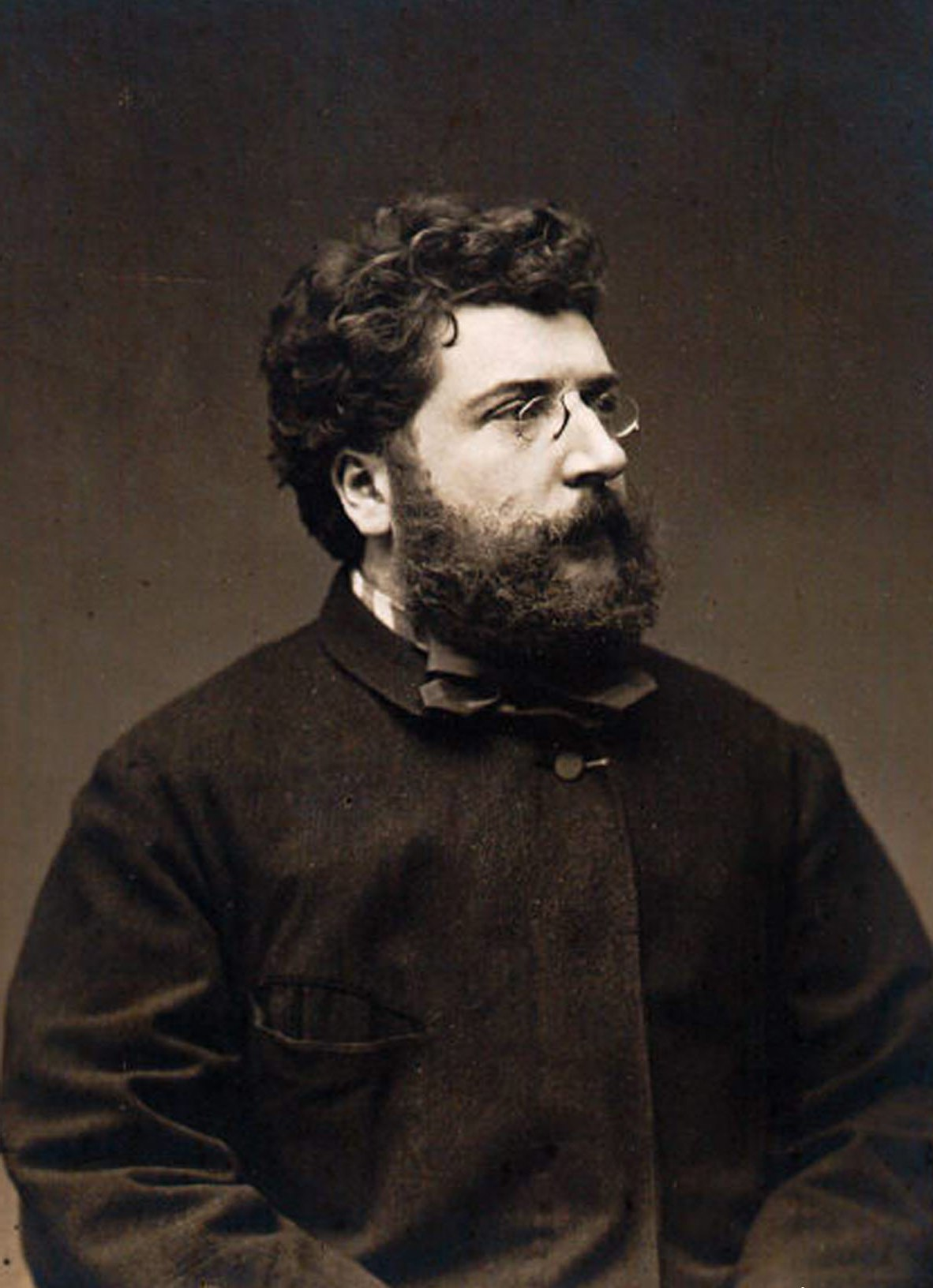
Georges Bizet

Ivan IV är en fransk opera i fem akter med musik av Georges Bizet och libretto av Francois-Hippolyte Leroy och Henri Trianon.

## Historia
Tonsättaren Charles Gounod hade redan i januari 1856 fått förfrågningar från Parisoperan om en opera över ämnet om den ryske tsaren "Ivan den förskräcklige". Gounod slutförde operan 1858 men den uppfördes aldrig och Gounod återanvände delar av musiken till andra verk: Soldatkören ur Faust kommer från operan om Ivan IV. 1963 auktionerades Gounods partitur ut och förstördes kort tid därefter.

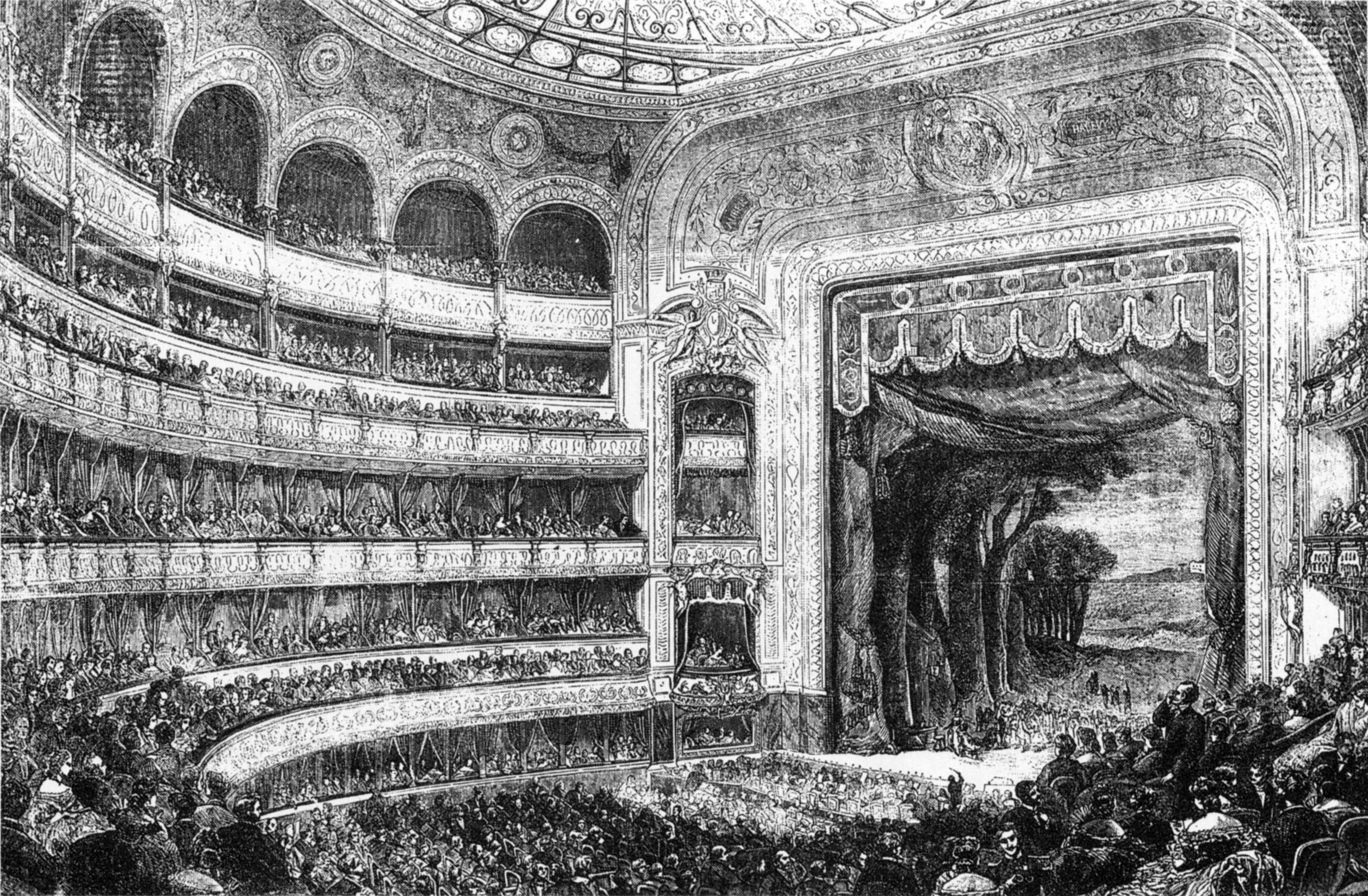
Interiör från Théâtre Lyrique 1869.

Efter premiären 1863 av Pärlfiskarna på Théâtre Lyrique uppgav Bizet att han hade fått en beställning av operachefen Léon Carvahlo på en femaktsopera om Ivan IV. Sommaren 1865 meddelade Bizet att partituret var klart och föreställningens premiär var utsatt till antingen januari eller februari 1866. Men i december 1865 stod det klart att Carvahlo inte hade för avsikt att uppföra operan. Han drog tillbaka partituret och överlät det till Parisoperan. Samma månad uppgav emellertid ledningen för Parisoperan att deras repertoar var fullspikad och att Bizet heller borde anstränga sig att få sin opera uppförd på Théâtre Lyrique emedan ämnesvalet för operan passade den teatern bättre. En tjänsteman vid kulturministeriet skrev till sin chef den 11 december:
Detta verk [Ivan IV] har antagits vid Théâtre Lyrique och kommer antagligen att spelas där före säsongens slut (1866). M. Bizet tror nu att han har bättre chans att få se sitt verk spelas tidigare och i en bättre uppsättning om han tog verket till Parisoperan. /.../ M. Bizet har fel. Parisoperan har verk av Verdi och baletter som väntar att bli uppförda så de är upptagna långt efter 1866. Jag vill tillägga att verket Ivan IV, på grund av ämnesvalet, har bättre chanser till succé på Théâtre Lyrique än på Parisoperan. För att lyckas på Parisoperan skulle Bizet, på grund av sin unga ålder, vara tvungen att ha verk som garanterade honom succé. Med Ivan IV skulle ha förmodligen lyckas på Théâtre Lyrique; på Parisoperan skulle han troligen riskera att misslyckas. Jag har talat med monsieur Perrin [Parisoperans chef] och han vill inte åstadkomma en rivalitet med Théâtre Lyrique som skulle kunna skada Parisoperan.
En kuriositet gäller den orkesterensemble som ska höras utanför scenen i akt 3. Den stora antal bleckblåsinstrument, inklusive saxhorn, verkar specialskrivna för just Parisoperans resurser vars repertoar ända sedan Gioacchino Rossinis och Louis Niedermeyers opera Robert Bruce (1846) flera gånger hade använt sig av Adolphe Sax och hans nya arsenal av blåsinstrument. Bizet kan ha haft Parisoperan som önskvärd scen i åtanke när han skrev in saxhorn i partituret.

## Uppföranden
Länge ansågs Bizets partitur vara förkommet, men 1929 återfanns ett manuskript i kvarlåtenskapen av Émile Straus (som hade gift sig med Bizets änka). Manuskriptet överlämnades till Paris musikkonservatorium som fyra år senare publicerade det. 1938 ställdes manuskriptet ut till allmän beskådan med anledningen av Bizets 100-årsjubileum. Titelsidan och personförteckningen saknades, och den femte aktens orkestrering var inte komplett. Under andra världskriget mikrofilmade tyskarna Bizets manuskript och operan framfördes för första gången 1947 i Tyskland under namnet Ivan le terrible. Efter andra världskriget övertog musikförlaget Choudens rättigheterna till verket och engagerade tonsättaren Henri Büsser att slutföra verket. Büsser gjorde mer än så; han redigerade en utgåva med många egna ändringar och strykningar. Denna version hade premiär 1951 i Bordeaux. Choudens ändrade titeln till Ivan IV för att särskilja Bizets opera från Raoul Gunsbourgs Ivan le terrible (framförd i Bryssel 1910).
Med tanke på att Bizet knappast skulle ha skickat ett ofullständigt partitur till vare sig Thèâtre Lyrique eller Parisoperan är det troligt att vad som återfanns 1929 kan ha varit en tidig version av operan, ett manuskript som föregår det som senare publicerades. En svaghet i operan är Bizets fokusering på bifigurer (såsom den unge bulgaren) vilka tillför lite till historien. Emedan librettot var ämnat för Parisoperan är verket också komponerat i en storslagen stil i Hector Berlioz och Giacomo Meyerbeers efterföljd, en stil som då var på stark tillbakagång.
En annan teori är att 1929 års manuskript var en tidig version som Bizet övergav helt och inte den som han slutförde 1865. Detta innebär att Bizet tonsatte Ivan IV sent 1862 eller tidigt år 1863 för en föreställning vid festivalen i Baden-Baden 1863 (som Bizet hade besök tillsammans med Berlioz, Gounod och Ernest Reyer). Ivan IV kan till och med föregå Pärlfiskarna i betänkandet av svaga musikpartier vilka kan ha berott på scenisk oerfarenhet.

## Personer
- Ivan IV, Tsar av Ryssland (bas)
- Temrouk, Prins av Tjerkessien (bas)
- Marie, hans dotter (sopran)
- Igor, hans son (tenor)
- Yorloff, en bojar (basbaryton)
- En ung bulgar (mezzosopran/tenor)
- Olga, Ivans syster (mezzosopran)
- En rysk officer (tenor)
- En tjerkessier (bas)

## Handling

### Akt I: IKaukasus

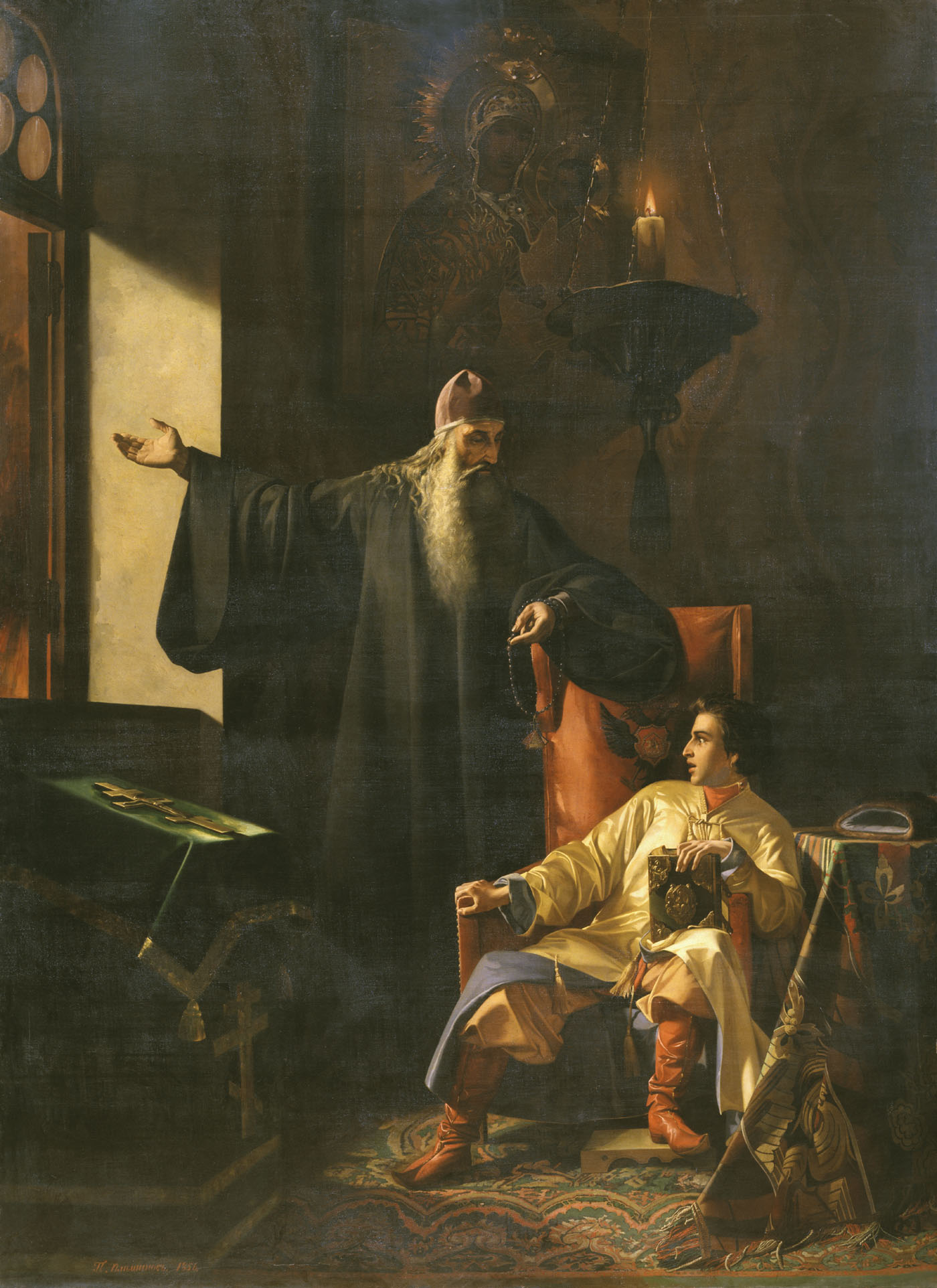
Den unge tsar Ivan IV målad av Pavel Pleshanov 1856.

Prinsessan Marie av Tjerkessien har räddat en ung bulgar i bergsdimman. Han har kommit bort från sin herre, den ryske tsaren Ivan IV. Tsaren gör entré förklädd till en enkel bonde och tar med sig bulgaren. Marie noterar hans ädla hållning. Kort efter att männen har gett sig av attackerar ryssarna och begär Marie som gisslan. Hon offrar sig för att förhindra ett blodbad. När hennes bror Igor och hans män kommer tillbaka från en jakt möts han av folkets klagan. Han svär en ed att hämnas.

### Akt II: En bankett iKreml
Bojarerna i Ivans palats firar segern medan hämningslösa avrättningar äger rum utanför. Ivan har beslutat att gifta sig och hans ambitiöse bojar Yorloff förväntar sig att valet ska falla på hans dotter. Till hans besvikelse och förvåning väljer Ivan den vackra Marie. När hon stolt avvisar honom hotar han att våldta henne, men hans syster Olga skyddar Marie genom att åkalla Gud.

### Akt III: Kremls borggård
Folket firar det stundande bröllopet mellan Ivan och Marie. Igor och Temrouk har i hemlighet tagit sig in i Kreml. De möter Yorloff som också vill hämnas på tsaren och de tre förbereder sig på att döda Ivan.

### Akt IV: Ett rum utanför brudgemaket
Marie har förälskat sig i Ivan. Tsaren kommer in för att ta med Marie i bröllopsbåten på Volga. Yorloff försöker göra Ivan svartsjuk på Marie med ett anonymt varningsbrev. Han smugglar in Igor i de kungliga gemaken och Igor och Marie möts. Igor berättar att han har kommit för att döda tsaren. Yorloff och Ivan kommer in. Yorloff anklagar Igor och Marie för mordförsök på tsaren. En förkrossad Ivan fördömer dem båda. Han faller till marken i ett anfall alltmedan Kreml börjar brinna av anfallande trupper.

### Akt V: I Kreml
Ivan återfår förståndet, dödar sina vakter och hör dödsklockan som budar tsarens död. Han rusar in i Kreml precis som den nya tsaren Yorloff tar bort kronan från Maries huvud som ett tecken på hennes stundande avrättning. Ivan fördömer Yorloff och dömer honom till döden. Alla prisar det kungliga paret och Guds rättvisa.